# Capitaine Static
Capitaine Static est une série de bandes dessinées écrite par Alain M. Bergeron et Sampar et publiée aux éditions Québec Amérique. 